# Земля вампірів (фільм, 2010)
«Земля вампірів» (англ. Stake Land, дослівно: Земля кілків) — американський пост-апокаліптичний фільм жахів про вампірів 2010 року режисера Джима Мікла з Ніком Дамічі в головній ролі, який разом із Міклем написав сценарій.

## Синопсис
Сюжет розгортається навколо юнака-сироти, якого бере під своє крило мисливець на вампірів, відомий як "Містер", та боротьби за виживання у пошуках притулку після пандемії вампіризму.

## Акторський склад
| Актор           | Роль           |
| --------------- | -------------- |
| Нік Дамічі      | "Містер"       |
| Коннор Паоло    | Мартін         |
| Майкл Серверіс  | Джебедія Ловен |
| Даніель Гарріс  | Белль          |
| Келлі Макгілліс | Сестра         |

## Виробництво
Спочатку Мікл і Дамічі, які разом працювали над фільмом «Вулиця Малберрі» у 2006 році, задумали «Землю вампірів» як веб-серіал про мисливця на вампірів, який можна було б знімати дешево, у вихідні дні. Вони розробили сорок 8-хвилинних сценаріїв і принесли їх продюсеру Ларрі Фессендену, який запропонував зняти повнометражний фільм. Фессенден, продюсер фільму і наставник Мікла, забракував ранній сценарій, оскільки йому здалося, що в ньому бракує серця. Мікл погодився і переробив сценарій, щоб підкреслити почуття ізоляції, а не кровопролиття. Вони також хотіли підкреслити реальність і уникали надмірно стилізованих екшенів. Мікл стверджує, що хотів зняти фільм, який би працював без елементів жахів.
Зйомки проходили в Пенсільванії, на півночі штату Нью-Йорк і в горах Катскіллс. У графіку зйомок була тримісячна перерва, щоб дати можливість змінити пори року для зйомок екстер'єру. Зйомки тривали 26 днів. Музику написав Джефф Грейс.

## Випуск
Прем'єра відбулася 17 вересня 2010 року. У прокат вийшов 22 квітня 2011 на одному екрані і зібрав $7,258 за перший тиждень прокату. На другому тижні фільм розширили до п'яти екранів, і він зібрав ще $8,437. Загальні внутрішні збори фільму в обмеженому кінотеатральному прокаті склали $33,245. 2 серпня 2011 року фільм вийшов на домашньому відео.